# Daniel Hanington
Daniel Hanington (1804 - 1889), était un fermier et un homme politique canadien du Nouveau-Brunswick.
Daniel Hanington naît en 1804 à Shediac, au Nouveau-Brunswick. Fermier, il officie également comme juge de paix puis se lance en politique. Il remporte en 1835 un des sièges de député de la circonscription de Westmorland pour la 11e législature du Nouveau-Brunswick. Il sera ensuite réélu cinq fois en 1837, 1843, 1847, 1851 et 1854. De 1853 à 1856, il est nommé Président de l'Assemblée législative du Nouveau-Brunswick. Son fils, Daniel Lionel Hanington, deviendra Premier ministre du Nouveau-Brunswick en 1882. Il meurt le 5 mai 1859.